# Vesta (título)

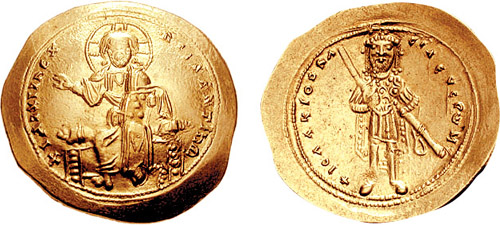
Histameno do imperador r.

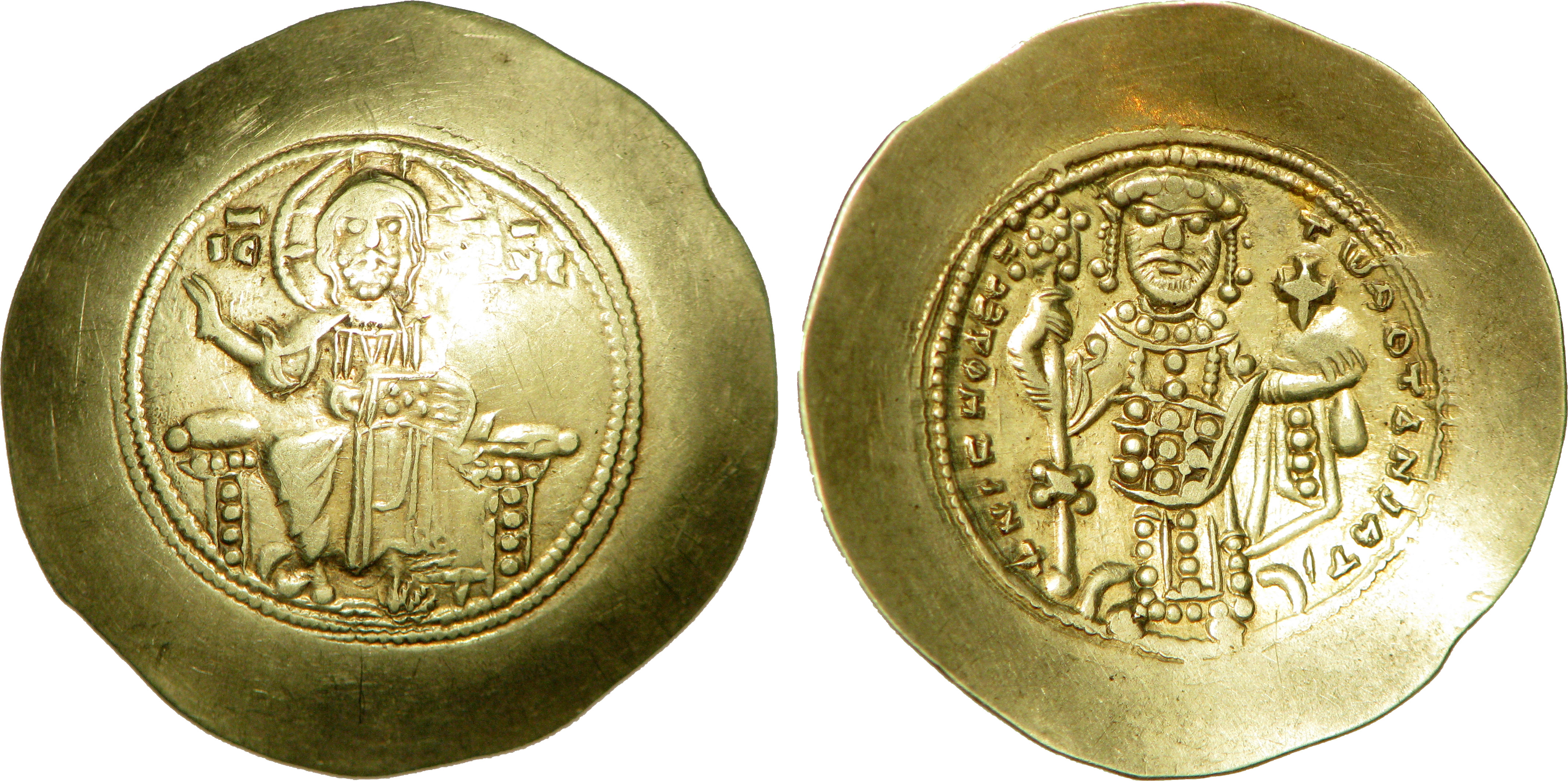
Histameno de r.

Vesta (em grego: βέστης; romaniz.: véstēs; vestai) foi um título cortesão bizantino usado nos séculos X e XI. O termo está ligado etimologicamente a vestiário, o guarda-roupa imperial, mas, apesar de tentativas anteriores de ligar o chefe dos vestas, o vestarca, com os oficiais do vestiário, a relação parece não existir.
O título foi atestado pela primeira vez durante o reinado do imperador João I Tzimisces (r. 969–976), quando foi ostentado por Nicéforo Focas, filho do curopalata Leão Focas, o Jovem. O título permaneceu elevado na hierarquia bizantina imperial durante a maior parte do século XI, sendo muitas vezes combinado com o título de magistro e concedido a generais proeminentes, entre eles Isaac I Comneno (r. 1057–1059) quando era estratopedarca do Oriente, Leão Tornício e Nicéforo III Botaniates (r. 1078–1081) durante seu mandato como duque de Edessa e Antioquia.
O Escorial Taktikon, uma lista de cargos e títulos judiciais, distingue entre vestas barbudos (barbatoi vestai), que também detinha os títulos de patrício ou magistro, e vestas eunucos (ektomiai vestai), que detinha o título de prepósito. Tal como aconteceu com outros títulos, o prestígio do vesta declinou no final do século XI, quando é atestado como sendo ostentado por oficiais de escalão mais baixo. Para contrariar esta desvalorização, o título superior de protovesta (em grego: πρωτοβέστης; romaniz.: prōtovestēs; lit. "primeiro vesta") apareceu ao mesmo tempo. Ambos os títulos, no entanto, não parecem ter sobrevivido ao reinado do imperador Aleixo I Comneno (r. 1081–1118).